# Eșelnița, Mehedinți
Eșelnița este satul de reședință al comunei cu același nume din județul Mehedinți, Banat, România. Situat în partea vesticǎ a județului Mehedinți pe DN 57 se învecineazǎ în est cu municipiul Orșova, la 7 km în amonte de Orșova pe malul Dunării. Actualul amplasament a fost de fapt  reconstruit în anii 1967-1970, vechea vatră a așezării aflându-se sub apele lacului de acumulare de la Portile de Fier I.